# Oumanka
La rivière Oumanka (en ukrainien : Уманка) est un cours d'eau de l'oblast de Tcherkassy, en Ukraine, et un affluent gauche de la Yatran, dans le bassin hydrographique du Boug méridional.
L'Oumanka a une longueur de 43 km et draine un bassin de 411 km2. La rivière a une pente moyenne de 2,1 m/km. Sa vallée a une largeur de 2 km et son lit majeur 200 m. Elle prend sa source près de la commune urbaine de Verkhniachka et arrose la ville d'Ouman.